# Фондација Дезидеријус Еразмус
Фондација Дезидеријус Еразмус немачка је политичка фондација. Повезана је са Алтернативом за Немачку, али ради независно од ње. Седиште се налази у Берлину.